# Alpheus bouvieri
Alpheus bouvieri is een garnalensoort uit de familie van de Alpheidae. De wetenschappelijke naam van de soort werd in 1878 voor het eerst geldig gepubliceerd door Alphonse Milne-Edwards.